# Marie Nasemann

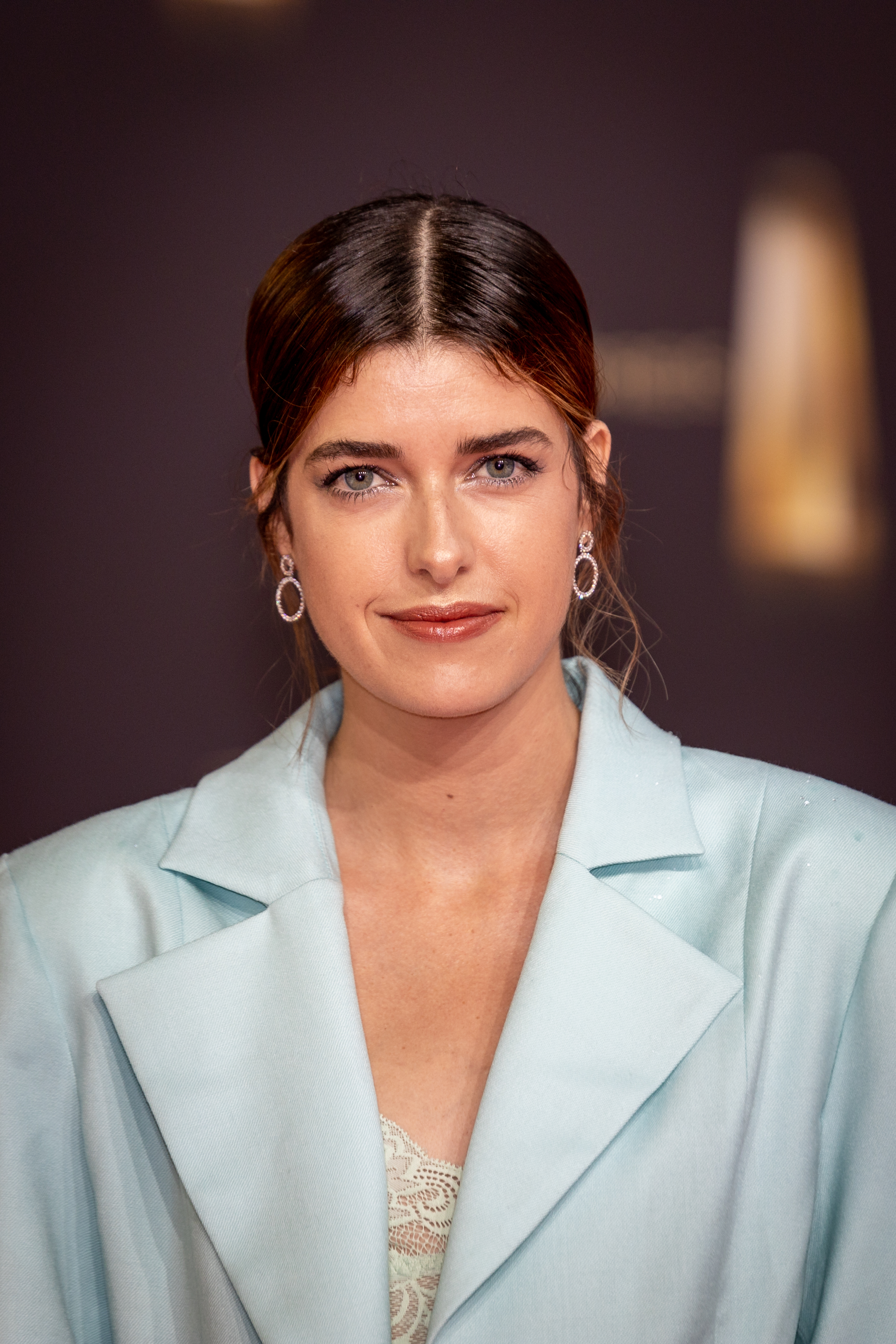
Marie Nasemann beim Deutschen Fernsehpreis 2022

Marie Nasemann (* 8. März 1989 in Gauting) ist ein deutsches Model, Schauspielerin, Autorin, Modebloggerin und Podcasterin.

## Leben
Nasemann wuchs in München auf und lebte dort unter anderem fünf Jahre lang in der Isarvorstadt. Mit 16 wurde sie von einem Modelscout angesprochen und in eine Modelagentur aufgenommen. Sie legte ihr Abitur am Otto-von-Taube-Gymnasium in Gauting ab.
Bekannt wurde sie durch ihre Teilnahme an der vierten Staffel von Germany’s Next Topmodel im Jahr 2009, wo sie den dritten Platz erreichte. Sie war anschließend international als Model tätig. Im Jahr 2011 war sie zusammen mit Bonnie Strange und Jackie Hide Teil der kurzlebigen Band The RIO Girls. 2012 bis 2013 moderierte sie die EinsPlus Charts. 2013 bis 2016 absolvierte sie eine Schauspielausbildung an privaten Schauspielschulen in München und Hamburg.
Als TV-Schauspielerin war sie 2015 in der ARD/WDR-Serie Armans Geheimnis als Fee Fenja zu sehen.
2017 spielte sie im Malersaal des Deutschen Schauspielhauses Hamburg in Schorsch Kameruns Inszenierung Katastrophenstimmung. Im gleichen Jahr erhielt sie am Theater Naumburg die Titelrolle als Uta von Naumburg im Schauspiel Ich, Uta. In der Spielzeit 2018/2019 gehörte sie dem Ensemble des Jungen Staatstheaters Karlsruhe an.
In ihrem Blog Fairknallt befasst sie sich mit nachhaltiger Mode. 2018 erhielt sie dafür den Young Icons-Award.
Im September 2021 veröffentlichte sie ihr Buch Fairknallt – Mein grüner Kompromiss im Ullstein Verlag, das auf die Spiegel-Bestsellerliste gelangte.
2022 erhielt Nasemann den Umweltmedienpreis der Deutschen Umwelthilfe in der Kategorie „Publikumspreis“. Zwei Jahre später übernahm sie ihre erste Hauptrolle in dem Spielfilm Manchmal denke ich plötzlich an dich (2024) von Lynn Oona Baur.
Marie Nasemann war ab 2017 mit dem Kolumnisten und ehemaligen Rechtsanwalt Sebastian Tigges liiert (⚭ Mai 2021). Mit ihm betrieb sie ab 2021 den Podcast Drei ist ’ne Party, der 2022 unter dem Namen Vier ist ’ne Fete für den Deutschen Podcast Preis nominiert wurde und seit 2023 bei RTL+ unter dem Namen Family Feelings veröffentlicht wurde. Sie haben einen Sohn (* 2020) und eine Tochter (* 2021). 2025 trennte sich das in Berlin lebende Paar. Den gemeinsamen Podcast setzten sie nach einer kurzen Pause fort.

## Filmografie (Auswahl)
- 2013: Ein Sommer in Amalfi (Fernsehfilm)
- 2014: Jäger und Gejagte (Kurzfilm)
- 2014: Sub Rosa
- 2015: Armans Geheimnis (Fernsehserie, 4 Episoden)
- 2016: Neid ist auch keine Lösung
- 2016: Die Bergretter – Schneeblind (Fernsehserie)
- 2017: SOKO München – Sieg in den Genen (Fernsehserie)
- 2017: Bad Cop: Kriminell gut – Ich bin Du (Fernsehserie)
- 2019: Bella Germania (Miniserie)
- 2019: Deathcember
- 2020: 2 Minuten (Webserie, 6 Episoden)
- 2021: Um Himmels Willen: Positiv (Fernsehserie)
- 2022: Schon tausendmal berührt (Fernsehfilm)
- 2024: Blutige Anfänger – Tödliche Nachbarn (Fernsehserie)
- 2024: Manchmal denke ich plötzlich an dich
- 2024: For the Drama (Fernsehserie, 3 Folgen / Real-Life-Fiction)[23]

## TV-Auftritte (Auswahl)
- 2009: Germany’s Next Topmodel (Teilnehmerin)
- 2012–2013: EinsPlus Charts (Moderatorin)

## Schriften
- Fairknallt – Mein grüner Kompromiss. Ullstein Verlag, Berlin 2021, ISBN 978-3-86493-164-2.